# Administration territoriale du Tadjikistan
Le Tadjikistan est divisé en quatre provinces, elles-mêmes divisées en districts.

## Provinces

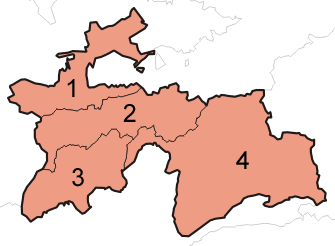
Carte des subdivisions du Tadjikistan.

Les quatre provinces tadjikes sont :
- deux provinces (en tadjik, вилояти — viloyati —, au pluriel вилоятҳои — viloyathoi) :
  - Sughd (1 sur la carte ci-contre),
  - Khatlon (3),
- une province autonome (вилояти мухтор — viloyati mukhtor), le Haut-Badakhshan (4),
- la Région de subordination républicaine (Ноҳияҳои тобеи Ҷумҳурӣ — Nohiyahoi tobei Jumhuri), anciennement la province de Karotéguine, est sous contrôle direct du gouvernement central comme son nom l'indique (2).

En outre, la capitale Douchanbé est indépendante du niveau administratif des provinces.
| Province                                                        | Nom tadjik              | ISO 3166-2 | Chef-lieu    | Superficie (km²) | Pop (2008) |
| --------------------------------------------------------------- | ----------------------- | ---------- | ------------ | ---------------- | ---------- |
| Sughd                                                           | Суғд                    | TJ-SU      | Khodjent     | 25 400           | 2 132 100  |
| Région de subordination républicaine (Nohiyahoi tobei Jumhurii) | Ноҳияҳои тобеи Ҷумҳурии | TJ-RR      | Douchanbé    | 28 600           | 1 606 900  |
| Khatlon                                                         | Хатлон                  | TJ-KT      | Qurghonteppa | 24 800           | 2 579 300  |
| Haut-Badakhchan                                                 | Кӯҳистони Бадахшон      | TJ-BG      | Khorugh      | 64 200           | 218 000    |
| Douchanbé                                                       | Душанбе                 | —          | —            | 100              | 679 400    |
| Total Tadjikistan                                               | Тоҷикистон              | —          | Douchanbé    | 143 100          | 7 215 700  |

## Districts

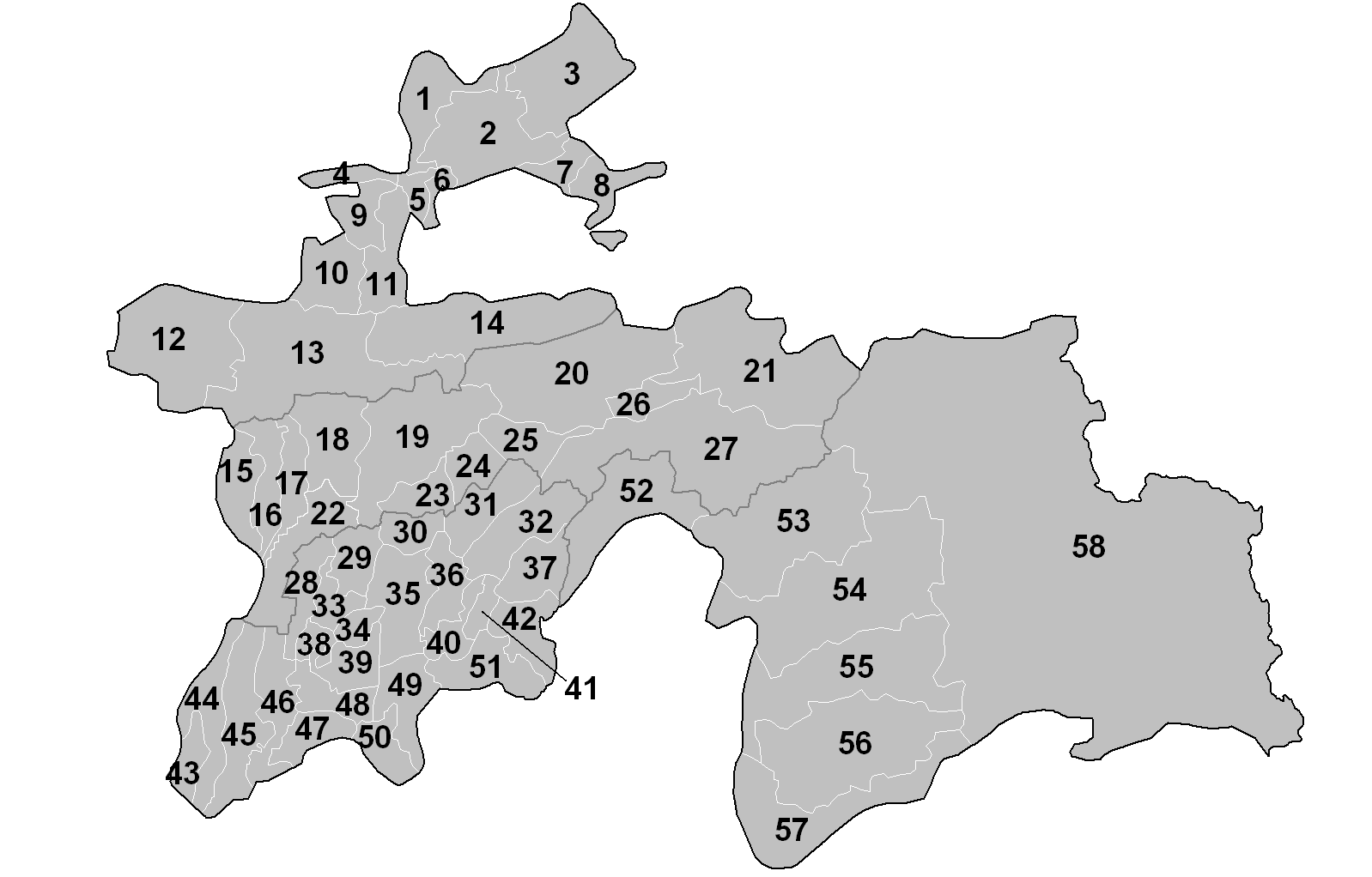
Les districts du Tadjikistan

Chaque région est à son tour divisée en districts (au singulier ноҳия — nohiya —, au pluriel ноҳияҳо — nohiyaho), eux-mêmes divisés en jamoats (жамоат) puis en villages. Il y a 58 districts, plus 4 districts de la ville de Douchanbé et 17 villes de niveau provincial, et 356 jamoats.

## Note
1. ↑  (en) « Socio-Economic Atlas of Tajikistan », 2005 (consulté le 4 septembre 2012)